# Cantiga
|  | Aquest article tracta sobre poesia cantada medieval. Vegeu-ne altres significats a «Coral Cantiga». |

Cantiga és el gènere típic de la poesia medieval galaicoportuguesa (segles XII-XIV). Les cantigues són poesies cantades, la lletra de les quals i música venia composta per trobadors. El que tocava i cantava aquestes poesies era el joglar, que de vegades també era trobador. Les cantigues galaicoportugueses estan recollides en els anomenats cancioneros que reunien gran nombre de trobes.
Es coneixen tres cancioneros: el Cancioneiro da Ajuda, el Cancioneiro de la Biblioteca Nacional de Lisboa i el Cancioneiro da Vaticana. La cantiga més antiga que es coneix és la "Cantiga da Ribeiriña", també anomenada "Cantiga da Garvaia", composta per Paio Soares de Taveirós probablement el 1189 (o 1198, hi ha dubtes en la datació). Actualment es considera una composició en vers a la qual se li posa música per a ser cantada. És pròpia de la música tradicional de Galícia i també se les coneix com a cobles.

## Tipus de cantigues

### Mètrica
Des del punt de vista mètric poden distingir-se dos tipus de cantigues:
- Cantiga de refram: sol tenir quatre estrofes amb el següent esquema mètric abbacca, abbaccb, ababcca, ababccb. Manca de tornada. S'utilitza sobretot en les cantigues d'escarni i en les cantigas de amor. Tenen el seu origen en la poesia dels trobadors provençals.
- Cantiga de maestría: el seu element característic és la tornada. El seu origen és popular. És freqüent sobretot en les cantigas de amigo. Ambdós tipus de cantigues tenen en comú el tipus de vers utilitzat (octosíl·labs o decasíl·labs, en general) i l'ús de la rima consonant. Ambdós fan un ús freqüent del paral·lelisme.

### Temàtica
Quant a la seva temàtica, es distingeixen: 
- Cantigas de amor:un trobador es dirigeix a la seua estimada.
- Cantigas de amigo: una dona enamorada es queixa de l'absència del seu estimat.
- Cantigas de romería: el poeta critica bé un enemic particular, bé la societat en el seu conjunt.
- Cantigas de maldizer (maleir): el poeta no utilitza paraules encobertes sinó que expressa els seus vituperis.
- Cantigas de escarnio: de temes relacionats amb els santuaris.

Altres gèneres menors són la cantiga de vilãos i la cantiga de seguir.